# رونالد فاهي
رونالد فاهي هو نقابي كندي، ولد في 1905، وتوفي في 1952.